# Стойково (Черкасская область)
Стойково (укр. Стійкове) — село в Катеринопольском районе Черкасской области Украины.
Население по переписи 2001 года составляло 247 человек. Занимает площадь 11,9 км². Почтовый индекс — 20531. Телефонный код — 4742.

## Местный совет
20531, Черкасская обл., Катеринопольский р-н, c. Стойково, 12

## Уроженцы
В селе родился Цисельский Михаил Петрович (1909-1989) — советский военный летчик, Герой Советского Союза